# Pałac w Debrznie-Wsi
Pałac w Debrznie-Wsi (niem.  Schloss Dobrin) – zabytkowa rezydencja położona w Debrznie-Wsi, w województwie wielkopolskim. 
Neoklasycystyczny pałac wraz z założeniem parkowym został zbudowany w II połowie XIX wieku przez rodzinę Wilckensów. Jest to budynek murowany z cegły i kamienia, o nieregularnej bryle opartej na planie prostokąta z kwadratową wieżą dobudowaną w północno-zachodnim narożniku, zwieńczoną wysoką latarnią i spiczastym hełmem. Obiekt otoczony jest ponad 1,5 ha parkiem ze starodrzewiem, nad rzeczką Debrzynką.
W latach powojennych pałac stanowił centrum rozrywek kulturalnych dla pracowników PGR. Była tu wiejska biblioteka, sala telewizyjna oraz odbywały się wszystkie zabawy. Po upadku PGR posiadłość została zakupiona przez prywatnego nabywcę. 13 stycznia 1981 roku zespół pałacowy został wpisany na listę zabytków.

## Przypisy

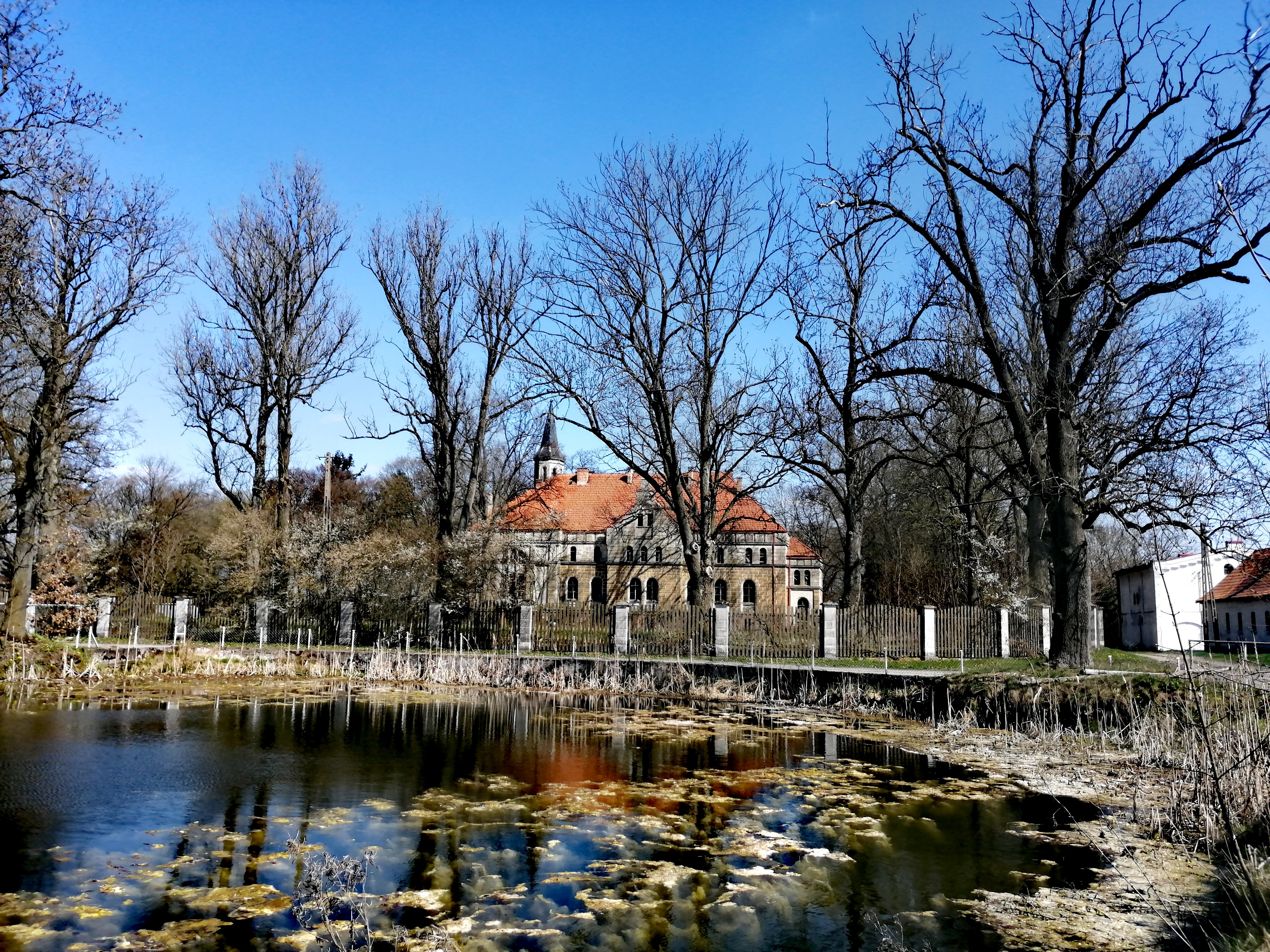
Widok od strony stawu